# Baseball5
Pour les articles homonymes, voir Softball.
Le Baseball5 est un sport collectif, version urbaine du baseball/softball traditionnel. Il pratiqué par deux équipes de cinq joueurs actifs alternant entre l’attaque et la défense.
Le Baseball5 peut être joué partout et ne nécessite qu’une simple balle rebondissante sans utilisation d'une batte ou de gant.

## Historique
Aux États-Unis, la Ligue majeure de baseball est fortement concurrencée dans les années 2010 par l'essor auprès du jeune public du soccer via la Major League Soccer et le basket-ball via la National Basketball Association. La MLB souhaitait raccourcir la durée des matchs qui peuvent durer plus de trois heures et accélérer le rythme du jeu. Sous l’impulsion de la Fédération Française de Baseball Softball, la WBSC a créé en 2017 une nouvelle discipline officielle, le Baseball5.
En France, le baseball subit une image de « sport vieillot »[réf. nécessaire] avec des critiques sur des temps de jeu trop lent, des règles difficiles à comprendre, un besoin de terrain trop grand, coût matériel trop important, etc.
D'autres fédération sportives ont pris l'initiative de proposer des déclinaisons plus urbaines : basket-ball 3×3, Rugby Seven, cricket T20. Ces formes deviennent même des disciplines olympiques.
Le Baseball5 sera au programme des Jeux olympiques de la jeunesse de 2026 à Dakar.
WBSC Europe a organisé son premier Championnat d'Europe du 28 février au 1er mars 2020 à Vilnius, en Lituanie.
La première Coupe du Monde de Baseball5 s'est tenu en novembre 2022 au Mexique. La WBSC a récemment confirmé les quotas continentaux : 2 pays pour l'Afrique, 3 pour l'Amérique, 3 pour l'Asie, 2 pour l'Europe, 1 pour l'Océanie, 1 pour le pays hôte.

## Terrain

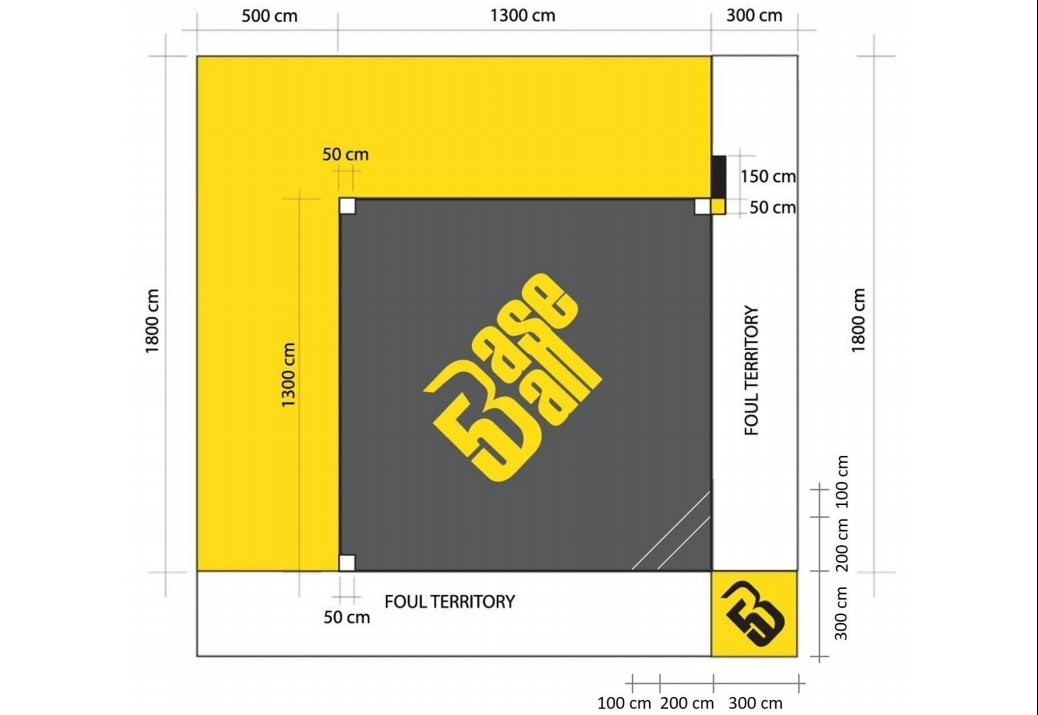
Schéma du terrain

L’aire de jeu a la forme d’un carré de 18 mètres de côtés. L’un des angles droits du carré coïncide avec le marbre. Le champ intérieur est de forme carrée avec une base à chaque angle droit. La distance entre ces bases est de 13 mètres. Le carré de frappe a des dimensions de 3 mètres de côté.
Le terrain est clôturé par une rambarde d'une hauteur situé entre 60 et 80 centimètres même si chaque organisateur de championnat/tournoi peut décider de délimiter le terrain différemment.

## Phase de jeu
Une partie se joue en cinq manches. Une partie de baseball5 ne dure en moyenne que 15 minutes.
L’attaquant (le frappeur) met la balle en jeu en la tapant franchement avec la paume de la main ou le poing. La balle doit rebondir au moins une fois dans l’aire de jeu. Une fois la balle mise en jeu, pour marquer un point, le frappeur doit parcourir, en une ou plusieurs courses, les quatre bases sans être éliminé par
l’équipe adverse. Pour éliminer un frappeur, l’équipe en défense doit toucher le joueur, entre deux bases, balle en main ou toucher une des bases balle en main avant que le frappeur ne l’atteigne.
Dans chaque manche, les équipes passent alternativement en défense et en attaque. Dès que l’équipe en défense a éliminé trois attaquants, on change de rôle. Le vainqueur de la manche est l’équipe qui a marqué le plus de points pendant sa phase d’attaque. Ce n’est pas le nombre de manches gagnées mais le total des points marqués au cours des cinq manches qui détermine le vainqueur du match.

## Championnat d'Europe
Le premier championnat d'Europe de Baseball 5 a eu lieu à Vilnius, en Lituanie. Cette compétition permettait d'élire deux équipes pour les Championnats du Monde qui ont lieu en novembre 2022 à Mexico, au Mexique.
Il y avait 14 équipes en lice: l'Italie, la Russie, les Pays-Bas, la France, la Biélorussie, la Lituanie, la Roumanie, Israël, la Belgique, la Bulgarie, la Moldavie, la République tchèque, la Lettonie et l'Estonie.
Au terme de la compétition, la France a remporté le championnat d'Europe face à la Lituanie, 2 matchs à 0 dans le Best Of Three de la finale. Les deux équipes ont ainsi décroché leur place pour les championnats du monde.
| Edition | Année | Lieu     | Vainqueur | Score             | Finaliste |
| ------- | ----- | -------- | --------- | ----------------- | --------- |
| 1re     | 2020  | Lituanie | France    | 2-0 (20-10, 12-1) | Lituanie  |
| 2e      | 2023  | Lituanie | Lituanie  | 2-0               | France    |

## Championnat d'Afrique
Le premier championnat d'Afrique de Baseball 5 a lieu en 2022 à Dar es Salaam, en Tanzanie et se conclut la victoire finale de l'Afrique du Sud. La deuxième édition se déroule en 2024 ; elle est remportée par la Tunisie.
| Edition | Année | Lieu     | Vainqueur      | Score de la finale | Finaliste      | Troisième |
| ------- | ----- | -------- | -------------- | ------------------ | -------------- | --------- |
| 1re     | 2022  | Tanzanie | Afrique du Sud | 2-0 (5-4, 5-1)     | Kenya          | Tunisie   |
| 2e      | 2024  | Cap-Vert | Tunisie        | 2-0 (5-1, 7-6)     | Afrique du Sud | Cap-Vert  |

## Coupe du Monde
La première Coupe du Monde s'est déroulée à Mexico en novembre 2022. Initialement prévue en 2021, cette première édition a été reportée à cause de la pandémie de la Covid-19.
La première édition a vu s'affronter 12 pays : Cuba, Japon, Hong Kong, Lituanie, Mexique, Afrique du Sud, France, Kenya, Corée du Sud, Chine Taipei, Tunisie, Venezuela.
À l'issue d'une semaine de matchs, Cuba a remporté cette première édition face au Japon.
| Edition | Année | Lieu    | Vainqueur | Score          | Finaliste |
| ------- | ----- | ------- | --------- | -------------- | --------- |
| 1re     | 2022  | Mexique | Cuba      | 2-0 (9-1, 6-2) | Japon     |
| 2e      | 2024  |         |           |                |           |